# Mu (ztracený kontinent)

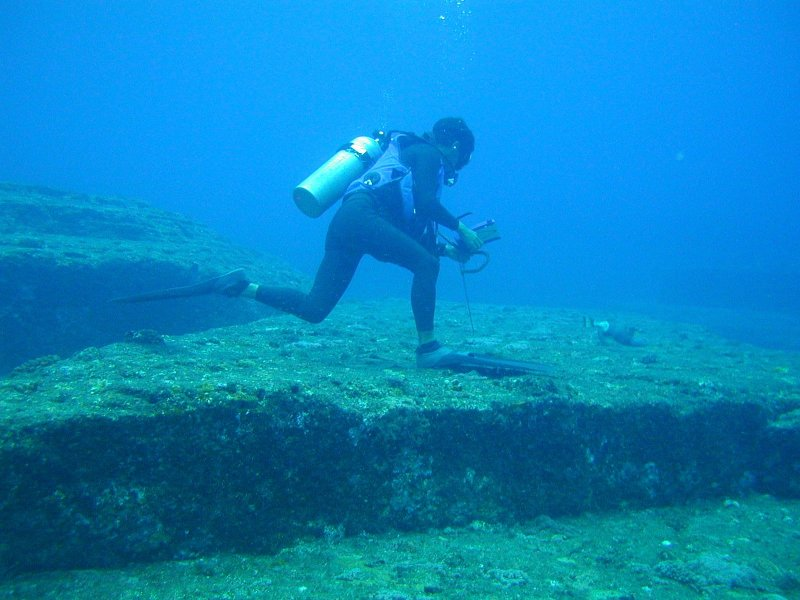
Podvodní útvary u japonského ostrova Jonaguni, kontroverzně identifikované jako pozůstatky Mu

Mu je jméno ztracené země či domnělého zmizelého kontinentu v Tichém oceánu. V současnosti je údajně potopená pod mořskou hladinou (obdobně jako Atlantida a Lemurie).
Dnešní znalosti mechanismu tektonických desek vylučují možnost existence velkého kontinentu v Tichém oceánu. Hmota kontinentů je tvořena lehčími horninami typu SiAl (křemík/hliník), které doslova plavou na těžších horninách typu SiMg (křemík/hořčík) tvořících dno oceánů. Neexistuje žádný důkaz o přítomnosti hornin typu SiAl na dně Tichého oceánu.

## Historie představy

### Augustus Le Plongeon

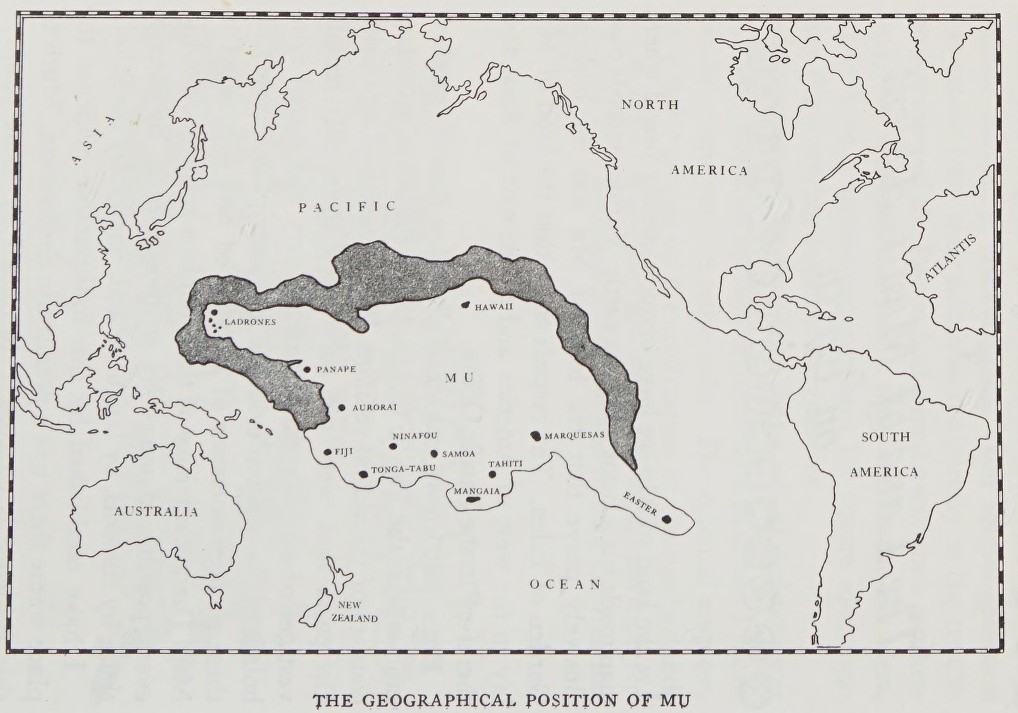
Mapa kontinentu Mu, vytvořená v roce 1927 Jamesem Churchwardem

Představa země Mu se poprvé objevuje v pracích antikvariáře Augusta Le Plongeona (1825–1908), cestovatele a spisovatele 19. století, který vedl vlastní výzkum mayských rozvalin na Yucatánu. Le Plongeon oznámil, že přeložil prastaré mayské spisy, které pravděpodobně ukazují, že Mayové Yucatánu byli starší než pozdější civilizace Atlantidy a Egyptu. Dodatečně vyprávěl příběh ještě staršího kontinentu Mu, který zanikl podobně jako Atlantida s tím, že přeživší obyvatelé založili mayskou civilizaci. (Pozdější experti na staré mayské texty objevili, že Le Plogeonův překlad byl spíše založen na jeho bujné fantazii).

### James Churchward
Tento ztracený kontinent byl později popularizován Jamesem Churchwardem (1852–1936) v řadě knih, začínaje The Children of Mu (Děti Mu, 1931), The Lost Continent Mu (Ztracený kontinent Mu, 1933) a The Sacred Symbols of Mu (Posvátné symboly Mu, 1935). Knihy mají stále své příznivce, ale nejsou považovány za vážnou archeologii a v současnosti jsou v knihkupectvích umisťovány do oddílů typu New Age či Náboženství a duchovno.

## Ostatní autoři
Mu je ztotožněná s Lemurií v trilogii Illuminatus! od Roberta Shei a Roberta Antona Wilsona. Martin Gardner učinil to samé ve své knize Fads and Fallacies in the Name of Science (Výstřelky a bludy ve jménu vědy).

## Archeologické důkazy
Morien Institut identifikoval podvodní struktury umístěné u pobřeží ostrova Jonaguni, který je součástí japonského souostroví Rjúkjú, jako možné ruiny Mu. Je však velmi málo vědeckých důkazů, které by podpořily tento předpoklad. Geologové obecně věří, že tyto skalní útvary byly vytvořeny geologickým pochody a jsou tedy přírodního původu.

## Mu v politice
Na konci 30. let 20. století Mustafa Kemal Atatürk, vůdce za tureckou nezávislost, propagoval výzkum Mu a dalších ztracených kontinentů. Doufal v objevení spojení mezi tureckou civilizací a jinými prastarými kulturami (jako např. indickou, mayskou a aztéckou).